# Episodi de Gli invincibili (seconda stagione)
La seconda e ultima stagione della serie televisiva Gli invincibili è stata trasmessa in anteprima nel Regno Unito dalla ATV tra il 21 settembre 1973 e il 15 marzo 1974.
Nella seconda stagione non compaiono i personaggi di Chino e di Suki, interpretati rispettivamente da Anthony Chinn e Yasuko Nagazumi. In Italia vennero trasmessi 25 episodi (il primo della serie rimase inedito): nove episodi su Rai 1 dal 5 al 26 marzo 1979 e quindici episodi su Canale 5 dal 26 settembre al 10 ottobre 1980, proponendoli alla rinfusa e non nell'ordine originale della trasmissione britannica.
| nº | n° prod. | Titolo originale           | Titolo italiano        | Prima TV UK       | Prima TV Italia   |
| -- | -------- | -------------------------- | ---------------------- | ----------------- | ----------------- |
| 1  | 4        | Quin                       | —                      | 21 settembre 1973 | inedito           |
| 2  | 1        | Bagman                     | L'uomo con la valigia  | 28 settembre 1973 | 5 marzo 1979      |
| 3  | 3        | Fighting Fund              | Fondo combattenti      | 5 ottobre 1973    | 29 settembre 1980 |
| 4  | 8        | The Last Frontier          | L'ultima frontiera     | 12 ottobre 1973   | 26 settembre 1980 |
| 5  | 9        | Baubles, Bangles and Beads | Collezione Malvern     | 19 ottobre 1973   | 26 marzo 1979     |
| 6  | 10       | Petard                     | Petardo                | 26 ottobre 1973   | 3 ottobre 1980    |
| 7  | 6        | Goodbye George             | Arrivederci George     | 2 novembre 1973   | 27 settembre 1980 |
| 8  | 13       | Wam (Part 1)               | Wam (Parte 1)          | 9 novembre 1973   | 20 marzo 1979     |
| 9  | 14       | Wam (Part 2)               | Wam (Parte 2)          | 16 novembre 1973  | 21 marzo 1979     |
| 10 | 7        | Implicado                  | Il colpevole           | 23 novembre 1973  | 8 marzo 1979      |
| 11 | 15       | Dragon Chase               | Caccia al drago        | 30 novembre 1973  | 30 settembre 1980 |
| 12 | 17       | Decoy                      | La trappola            | 7 dicembre 1973   | 28 settembre 1980 |
| 13 | 12       | Border Line                | Linea di confine       | 14 dicembre 1973  | 1º ottobre 1980   |
| 14 | 16       | Zeke's Blues               | La musica di Zeke      | 21 dicembre 1973  | 17 marzo 1979     |
| 15 | 5        | Lena                       | Lena                   | 28 dicembre 1973  | 2 ottobre 1980    |
| 16 | 2        | The Bridge                 | Il ponte               | 4 gennaio 1974    | 4 ottobre 1980    |
| 17 | 20       | Sugar and Spice            | Zucchero e spezie      | 11 gennaio 1974   | 6 ottobre 1980    |
| 18 | 11       | Burning Bush               | Boscaglia in fiamme    | 18 gennaio 1974   | 5 ottobre 1980    |
| 19 | 23       | The Tiger and the Goat     | La tigre e la capretta | 25 gennaio 1974   | 8 ottobre 1980    |
| 20 | 26       | Route 27                   | La strada n. 27        | 1º febbraio 1974  | 15 marzo 1979     |
| 21 | 25       | Trial                      | Processo               | 8 febbraio 1974   | 10 ottobre 1980   |
| 22 | 19       | Shadbolt                   | Shadbolt               | 15 febbraio 1974  | 7 ottobre 1980    |
| 23 | 18       | A Pocketful of Posies      | Una serata per Carrie  | 22 febbraio 1974  | 13 marzo 1979     |
| 24 | 22       | Wheels                     | Il conto è in cifra    | 1º marzo 1974     | 10 marzo 1979     |
| 25 | 24       | The Insider                | Passaggio segreto      | 8 marzo 1974      | 12 marzo 1979     |
| 26 | 21       | Blockbuster                | Spaccatutto            | 15 marzo 1974     | 9 ottobre 1980    |

## Quin
- Titolo originale: Quin
- Diretto da: Don Leaver
- Scritto da: Trevor Preston

### Trama
Harry, Caroline e Paul vengono incaricati di recarsi a Madrid per rintracciare il fratello di Laura Sutton, che è stato assoldato da Quin, un uomo privo di scrupoli che, circondato da un muro di omertà e fiancheggiato da due suoi sicari, non dà alcun valore alla vita umana. Grazie a Paco, Harry riesce a stanare il pericoloso malvivente, ma si trova di fronte Caroline che, fattasi passare per la stessa Laura Sutton, viene condannata a morte dallo stesso Quin. Il compito di eseguire la sentenza tocca proprio ad Harry.
- Altri interpreti: Peter Vaughan (Quin), Brian Glover (Allen), Henry Woolf (Paco), Anthony Langdon (Garcia), Tristan Rogers (Maxwell), Jesus Suzman (il cameriere), Luis Bar Boo (il tassista)
- Nota: L'episodio è rimasto inedito in Italia.

## L'uomo con la valigia
- Titolo originale: Bagman
- Diretto da: John Hough
- Scritto da: Terry Nation

### Trama
A Copenaghen, Evi Andersen viene rapita e alla madre viene richiesto un riscatto di un milione di corone per liberarla. Harry e Caroline accettano di consegnare la valigia con i soldi nel luogo indicato, ma si presenta un poliziotto e dentro vi trovano solo carta straccia. Mentre Paul mostra la foto della ragazza ai pescatori del porto sperando venga riconosciuta da qualcuno di loro, Harry e Caroline trovano una serie di messaggi che li conducono su piste false.
- Altri interpreti: Stephan Chase (Christian), Patricia Haines (signora Andersen), Lalla Ward (Evi Andersen), Oliver Ford-Davies (Hansen), Paul Dawkins (Davidson), Karl Ahlefeldt (Beck), Gert Thynov (il cameriere)

## Fondo combattenti
- Titolo originale: Fighting Fund
- Diretto da: Jeremy Summers
- Scritto da: John Kruse

### Trama
A Venezia, la marchesa Visconti si rivolge alla sua amica Caroline di Contini poiché la sua villa, che custodisce un prezioso patrimonio di opere d'arte, è stata saccheggiata da un gruppo di terroristi, che hanno intenzione di metterle all'asta per poi acquistare armi con il ricavato. Secondo Harry, l'unico modo per fermare i criminali è di rivolgersi subito alla polizia, ma la marchesa non vuole mettere in pericolo le opere d'arte; dopo inseguimenti, intercettazioni e ricatti, quando viene fatto recapitare uno dei quadri da collezione andato distrutto, Harry e Caroline chiedono l'intervento di Paul per preparare una trappola.
- Altri interpreti: Lisa Daniely (marchesa Visconti), Mischa De La Motte (dottor Bianco), Hugh Morton (il vescovo), Jack Lynn (professor Williams), Gladys Spencer (principessa Lilli), David Suchet (Leo), Ben Howard (Vincenzo), Gino Melvazzi (capitano di polizia), Sal Pantelone (direttore di banca)

## L'ultima frontiera
- Titolo originale: The Last Frontier
- Diretto da: Charles Crichton
- Scritto da: Tony Barwick

### Trama
Irena Gayevska è un'importante scienziata che rappresenta l'Unione Sovietica a una conferenza internazionale che si tiene in un castello nei pressi di Salisburgo. Sette anni prima, lei era soltanto un medico, fidanzata con il londinese Eastbrook, ma ha anteposto la carriera ai sentimenti. Lui, volendola ancora sposare, chiede aiuto a Harry, Caroline e Paul per riportarla in Gran Bretagna. Dopo un viaggio movimentato, inseguiti dalle spie sovietiche che sorvegliano la conferenza, Caroline riesce a imbarcare Irena all'aeroporto di Monaco di Baviera. Arrivata a Londra, si ricongiunge a Eastbrook ma non tutto è filato liscio: Irena, infatti, è braccata dagli agenti segreti britannici.
- Altri interpreti: Hildegard Neil (Irena Gayevska), William Lucas (signor Eastbrook), Yuri Borienko (Zhukov), Peter Cellier (Jones), Dennis Clinton (il delegato britannico), Manuela Renard (la ragazza)

## Collezione Malvern
- Titolo originale: Baubles, Bangles and Beads
- Diretto da: Jeremy Summers
- Scritto da: Terry Nation

### Trama
Tre malviventi rubano in una gioielleria di Copenaghen l'intera collezione Malvern, ma l'organizzatore della rapina, il signor Bergen, una volta avuta la valigetta con i preziosi fugge. Il suo piano è chiedere un riscatto alla compagnia assicuratrice di gioielli e tenere il ricavato per sé. Rimasto ferito, deve rifugiarsi in una casa diroccata e incarica la figlia Katie di fare da negoziatore. Harry e Caroline sono assoldati dalla compagnia di occuparsi della trattativa delicata, ma una volta giunti nella casupola vengono accerchiati dai tre complici di Bergen, decisi a vendicarsi. Quest'ultimo, che non si è presentato al pronto soccorso per evitare un sicuro arresto, viene colto da malore.
- Altri interpreti: Frederick Jaeger (signor Bergen), Yvonne Antrobus (Katie Bergen), John Barron (l'assicuratore), Andrew Bradford (il motociclista), Peter Porteous, Martin Grace, Robert Russell (i rapinatori), Jacqueline Stanbury (l'impiegata dell'autonoleggio), Paula Patterson (Miss Hansen)

## Petardo
- Titolo originale: Petard
- Diretto da: Cyril Frankel
- Scritto da: Tony Barwick

### Trama
Il presidente di una multinazionale ingaggia Harry, Caroline e Paul per scoprire chi ha venduto informazioni dettagliate sul prezzo e data di lancio di un nuovo prodotto di bellezza, una lacca per capelli, a un'azienda concorrente che risiede proprio nel palazzo di fronte al loro, in quanto l'uscita anticipata, a un prezzo inferiore, di una confezione spray praticamente identica ha fatto perdere all'azienda centinaia di milioni di dollari. Avvalendosi della collaborazione di un esperto di intercettazioni telefoniche, scoprono che nei loro uffici erano nascoste delle cimici; inoltre, grazie alla complicità di una donna delle pulizie e a un apparecchio distruggi documenti malfunzionante, i contratti e la composizione del prodotto furono passati in mano all'azienda concorrente. Mentre Harry e Paul preparano una trappola per incastrare i responsabili Caroline, fingendosi una segretaria, esce a cena con un importante esponente dell'azienda e scopre che a capo della macchinazione ci sono personalità insospettabili.
- Altri interpreti: Iain Cuthbertson (signor Wyatt, presidente della IMA), Cyril Luckham (Alec Weston), Angela Douglas (Linda), Ralph Bates (David Lee), Clinton Greyn (David Cameron), John Kane (Ludo Jones), Milton Johns (Conway), Mark Jones (Scudder), Basil Dignam (Engleton), Lewis Wilson (guardia notturna), Carmel McSharry (donna delle pulizie)

## Arrivederci George
- Titolo originale: Goodbye George
- Diretto da: Michael Lindsay-Hogg
- Scritto da: Brian Clemens

### Trama
A New York il signor Parton, ridotto sulla sedia a rotelle, è preoccupato perché negli ultimi tempi il tono delle lettere che suo figlio Caspar gli scrive da Venezia è cambiato. Il ragazzo, rifiutandosi di entrare a far parte dell'azienda di famiglia rinunciando a una fortuna per rincorrere il suo sogno di diventare pittore, ultimamente comincia a prelevare ingenti somme dal conto corrente e le sue lettere sono sempre più laconiche. Preoccupato, Parton chiede aiuto a Caroline, che si reca a Venezia per controllare di persona la situazione e viene a conoscenza che un amico di Caspar, di nome George Milworth, tempo addietro aveva acquistato un biglietto aereo dileguandosi e facendo perdere le sue tracce. Inoltre due agenti segreti, che lo braccavano per ricostruire i movimenti del denaro giudicati sospetti, vengono ritrovati senza vita. Caroline scopre che il denaro di Parton finiva negli uffici di un ente di beneficenza guidato da una ragazza, ma una notte viene aggredita nella sua stanza da un intruso.
- Altri interpreti: Paul Jones (Caspar Parton), Geraldine Moffatt (Maria), Barry Keegan (Barney Mailer), Lionel Murton (Cedric Parton), Arnold Diamond (il poliziotto), Paul McDowell (il bancario), Malcom Hayes (l'intruso)

## Wam (Parte 1)
- Titolo originale: Wam (Part 1)
- Diretto da: Jeremy Summers
- Scritto da: Tony Barwick

### Trama
Il signor Davies ha diseredato sua figlia ribelle Monica, nella speranza di farla ritornare a casa, ma la ragazza gli ha risposto che presto non avrà più problemi finanziari. Harry, Caroline e Paul, incaricati da Davies, seguono Monica prima a Vienna e poi a Salisburgo. La ragazza si accorge di essere sorvegliata, ma prosegue nel suo piano, che coinvolge un uomo misterioso che firma i suoi messaggi "Wam is here" ("Wam è qui"), il quale dopo aver sabotato tutti i sistemi di comunicazione telefonica della funicolare di Salisburgo, prende in ostaggio a loro insaputa una quarantina di passeggeri in un rifugio di alta montagna minacciando di compiere un attentato se non verrà pagato un riscatto di svariati milioni di dollari.
- Altri interpreti: Prentis Hancock (William Arthur MacKay), Jill Townsend (Monica Davies), Rudolf Barry (l'impiegato), Michael Glover (signor Davies), John Herrington (il funzionario), Bert Fortell (il direttore)

## Wam (Parte 2)
- Titolo originale: Wam (Part 2)
- Diretto da: Jeremy Summers
- Scritto da: Tony Barwick

### Trama
Il malvivente porta avanti il suo ricatto accanto ai turisti in cima alla montagna inconsapevoli di essere in pericolo, e la polizia austriaca, per non seminare il panico tra di loro, è costretta a cedere. Compie l'astuzia di disseminare tracce su quasi tutti gli uomini presenti al rifugio, così quando torna insieme agli altri con la funivia, l'ispettore Luhrs si ritrova una decina di sospetti da interrogare. Nel frattempo Caroline continua a seguire Monica Davies, che nel frattempo si è impossessata della valigia con i soldi ed è impegnata a distruggere tutte le prove compromettenti, convinta che sarà proprio lei l'elemento che incastrerà il colpevole.
- Altri interpreti: Prentis Hancock (William Arthur MacKay), Jill Townsend (Monica Davies), Michael Shard (ispettore Luhrs), John Herrington (il funzionario), Olaf Pooley (commissario Braun)

## Il colpevole
- Titolo originale: Implicado
- Diretto da: Jeremy Summers
- Scritto da: Tony Barwick

### Trama
Il giovane Stephen Douglas, mentre si trova in vacanza in Spagna, viene arrestato per possesso di droga. Sua madre, ricoverata in un polmone d'acciaio, chiede aiuto a Caroline e a Paul che, arrivati nel luogo, incontrano opposizioni e reticenze talmente forti che Caroline sospetta che Stephen abbia mentito per paura di ritorsioni. Quando Paul viene ferito in un agguato da parte di tre cecchini, Harry è costretto ad intervenire e scopre che il giovane è stato effettivamente incastrato da un'organizzazione che utilizza inconsapevolmente sprovveduti turisti come spacciatori di droga e, per coglierli sul fatto, prepara una trappola in un cantiere di case in costruzione.
- Altri interpreti: Patrick Mower (Raphael Santana), Peter Firth (Stephen Douglas), Aldo Sambrell (Jacques), Pat La Touche (Patron), Carl Forgione (il cameriere), Stephen Greif (il poliziotto), Ruth Trouncer (signora Douglas), Neil Hallett (dottor Dove), Ron Eagleton (il sicario)

## Caccia al drago
- Titolo originale: Dragon Chase
- Diretto da: Charles Crichton
- Scritto da: John Kruse

### Trama
Uno scrittore sovietico, Nickolai, rifugiato in Gran Bretagna, ha appena finito di scrivere un libro dove critica il comunismo in Unione Sovietica e l'invasione della Cecoslovacchia. Harry viene incaricato di proteggerlo, ma una banda di studenti britannici favorevoli al regime fanno sparire il manoscritto e rapiscono entrambi, nascondendoli in un battello fuori città. Paul e Caroline, arrivati alla dimora dello scrittore, vi trovano soltanto il suo cane. La porta del retro dell'abitazione era incautamente aperta: l'unica traccia a loro disposizione è un biglietto con le parole "Dragon Chase". Indagando, scoprono che il nome si riferisce a quello di un locale poco distante dove devono far recapitare il riscatto; quella stessa sera si sta svolgendo un'esibizione di un gruppo folk della Germania orientale.
- Altri interpreti: Donald Houston (Lockier), William Dexter (Nickolai), Kenneth Colley (Devlin), Bruce Robinson (Peter), Mary Larkin (Jenny), Jack Galloway (Jasper), Gary Hamilton (Mike), Richard Marner (il primo russo), Norman Atkyns (l'uomo nel retropalco)

## La trappola
- Titolo originale: Decoy
- Diretto da: Michael Lindsay-Hogg
- Scritto da: Brian Clemens

### Trama
A Venezia l'investigatore delle assicurazioni Jerry Butler telefona a Harry pregandolo di raggiungerlo al più presto e senza fornire ulteriori spiegazioni. Insieme a Caroline raggiunge l'albergo dove alloggia Butler, ma scoprono che qualcuno lo ha ucciso con una pistola al silenziatore mentre si trovava in gondola. Harry si mette alla ricerca di indizi e in un bar viene avvicinato da un uomo che asserisce di sapere il responsabile e le motivazioni dell'uccisione di Butler. Tramite una lettera fatta recapitare in albergo, il testimone indica il luogo dell'appuntamento ma Harry viene imprigionato da due sicari in una casa diroccata in un'isola veneziana e Caroline apre la lettera al posto suo ignorando che si tratta di una trappola e viene presa in ostaggio da Nick Archer, un ex socio di Butler ridotto alla cecità, il quale aveva più di un motivo per ucciderlo.
- Altri interpreti: Ronald Radd (Jerry Butler), Mark Damon (Nick Archer), George Innes (Marcus), Bruce Montague (il capitano di polizia), Stephen Sheppard (Conyapepi), Pierre Bedenes (il facchino), George Little (il concierge), George Von Moos (lo steward), Erika Bergmann (la ragazza)

## Linea di confine
- Titolo originale: Border Line
- Diretto da: Charles Crichton
- Scritto da: Anthony Terpiloff

### Trama
Ilona Tabori, una celebre attrice ungherese esiliata a Salisburgo dopo la repressione della rivoluzione nel 1956, dopo la morte del padre desidera far rientrare la salma nel villaggio natio per il funerale e la sepoltura. Harry, dapprima restio, accetta l'incarico di accompagnare lei e la bara, aiutato da Caroline e Paul, a condizione che la cerimonia funebre si svolga in forma strettamente privata, senza discorsi o giornalisti al seguito: una volta giunti alla linea di confine tra Austria e Ungheria, vengono intercettati da Zoltan Kolas, il quale minacciandoli con una pistola, pretende di pronunciare un duro atto di accusa contro il regime durante la tumulazione: alla fine anche Ilona inizia il suo discorso, ma non lo porta a termine poiché Harry, Caroline e Paul, escogitato in fretta un piano per riportarla fuori dall'Ungheria subito dopo la cerimonia, devono ritrovarsi in territorio neutrale tra i confini delle due nazioni e firmare il documento di espatrio, prima di essere raggiunti dalle auto della polizia della cortina di ferro, avvisata dalla soffiata di un giornalista.
- Altri interpreti: Georgia Brown (Ilona Tabori), Oskar Homolka (Zoltan Kolas), Jon Laurimore (il giornalista), David Allister (l'addetto alla dogana), Gabor Vernon, Petar Vidovic (le guardie di frontiera ungheresi), Elizabeth Balogh (la donna ungherese)

## La musica di Zeke
- Titolo originale: Zeke's Blues
- Diretto da: Jeremy Summers
- Scritto da: Shane Rimmer

### Trama
Harry Rule, dopo molti anni, incontra Zeke, un vecchio compagno di scuola, diventato suonatore di piano bar; quest'ultimo lo invita nel locale dove si esibisce. Arrivato con Caroline, durante la serata Harry scopre che l'amico non ha una dimora fissa, costretto a soggiornare in un albergo, e lo invita a pernottare in casa sua. Lì, grazie a una cimice, scoprono che Zeke è ricattato dal proprietario del locale, Kanakas, a conoscenza di cose compromettenti su di lui: anni prima Zeke, che aveva accumulato enormi debiti, era al soldo di un certo Bradley, una volta a capo di un'organizzazione di malavitosi, e adesso vive sotto protezione in un luogo segreto con problemi cardiaci. Kanakas minaccia di rendere pubblico un libro memorandum nel quale viene sviscerato il burrascoso passato di Zeke, con l'intento di distruggere la sua carriera di musicista.
- Altri interpreti: Shane Rimmer (Zeke), Paul Curran (Kasankas), James Ottaway (Bradley), Ray Lonnen (Patrick), Jackie Leapman (Fred), Donald Webster (George), Graham Weston (Max)

## Lena
- Titolo originale: Lena
- Diretto da: Don Leaver
- Scritto da: Trevor Preston

### Trama
A Venezia Mauro Carpiano, uomo privo di scrupoli e dai metodi violenti e sbrigativi, diventa una delle personalità più potenti dopo la morte di suo padre, apparentemente in un incidente. Una giornalista coraggiosa, Lena Hayden, è di diverso avviso: ritiene infatti che il padre di Carpiano sia stato ucciso per mano del figlio, ma non potendo denunciarlo per mancanza di prove chiede aiuto a Caroline per rintracciare l'unico testimone oculare dell'accaduto, ritenuto deceduto, ma forse ancora vivo secondo quanto asserisce un misterioso informatore, braccato da un sicario deciso a farlo tacere per sempre.
- Altri interpreti: Judy Parfitt (Lena Hayden), John Thaw (Mauro Carpiano), Miki Iveria (Helene Morleiter), Roger Lloyd Pack (Russi), Frederick Peisley (Paolo Morleiter), Judi Bloom (Maria Russi), Mario Depita (l'inseguitore), Terry Plummer (il sicario), Alexander Borin (il venditore), Leo Dolan (il barista)

## Il ponte
- Titolo originale: The Bridge
- Diretto da: Jeremy Summers
- Scritto da: Terry Nation

### Trama
La giovane Anna De Santos, mentre sta scrivendo una lettera, viene rapita in Spagna da una persona incappucciata e il padre chiede aiuto all'amica di famiglia Caroline. Il rapitore è David Mitchell, un giovane cresciuto tra gli agi e i privilegi, fidanzato tempo addietro con la stessa Anna, che disgustato dal capitalismo con quattro suoi complici ha sposato la causa della lotta armata del proletariato. Harry, chiamato da Caroline per fare da mediatore nelle trattative per la liberazione della ragazza, è costretto ben presto sotto minaccia della pistola a posizionare degli esplosivi azionati da un radiocomando a distanza sotto un ponte dove deve transitare l'automobile di un importante uomo politico accompagnato dalla scorta: le intenzioni di David, ricevuta una valigia con un riscatto in denaro, sono quelle di lasciare la Spagna vivendo da latitante. Harry esegue con puntualità gli ordini di David, ma poco prima del passaggio dell'uomo politico sul ponte accade qualcosa di imprevisto.
- Altri interpreti: Diana Quick (Anna De Santos), Richard Morant (David Mitchell), Michael Goodliffe (signor De Santos), James Maxell (signor Mitchell), Christopher Mitchell (Juan), David Mayberry (Carlos)

## Zucchero e spezie
- Titolo originale: Sugar and Spice
- Diretto da: Charles Crichton
- Scritto da: David Butler

### Trama
La compagnia di Sir Charles Standish sta per effettuare delle importanti acquisizioni, ma i suoi concorrenti sono pronti a tutto pur di impedire che la transazione vada a buon fine, anche ad assoldare quattro componenti di una banda criminale pronti a spiare e a minacciare di uccidere Vicky, la figlia di otto anni di Sir Charles, che frequenta un college esclusivo. Per proteggerla, l'uomo, una volta ricevute fotografie della bambina scattate col teleobiettivo come prova dello spionaggio nei suoi confronti, si rivolge a Harry Rule, raccomandandosi di fare in modo che lei non si accorga di nulla. Harry si improvvisa allora precettore e, con l'autista Paul Buchet, accompagna la giovanissima cliente in una casa di campagna, dove vengono accolti dalla governante Caroline di Contini, da un cane pastore tedesco e da un gatto. Creduta una bambina affabile, Vicky, all'oscuro di tutto, si rivela più viziata ed esigente del previsto.
- Altri interpreti: Debbie Russ (Vicky Standish), Derek Anders (Manning), Phil Woods (Colson), Norman Ettlinger (Sir Charles Standish), John Normington (Brian Dukes), Cicely Paget-Bowman (la direttrice), Shane Shelton (Kruger), Gerry Crampton (Barnes)
- Nota: L'espressione Sugar and Spice è una definizione idiomatica inglese per indicare una persona affabile. Nell'edizione italiana il titolo dell'episodio venne tradotto alla lettera.

## Boscaglia in fiamme
- Titolo originale: Burning Bush
- Diretto da: Don Leaver
- Scritto da: Trevor Preston

### Trama
Harry e Paul vengono ingaggiati dal canadese Adam Ferris poiché sua figlia Anne, mandata da lui in viaggio attraverso l'Europa per conoscere il mondo, aveva smesso improvvisamente di comunicare sue notizie a casa. Preoccupato, scopre che lei è entrata a far parte di una setta religiosa guidata da una certa signora Apsimon, dichiarando di avere raggiunto la felicità e la pace spirituale; Adam sospetta sia stata plagiata poiché non lo riconosce come suo legittimo padre e riconosce invece la signora come sua madre. Siccome la ragazza diciannovenne, al raggiungimento della maggiore età di ventuno anni entrerebbe in possesso di una cospicua eredità, Adam chiede ad Harry di scoprire la verità e, travestitosi da clochard, entra facilmente nella setta, dove le regole sono rigidissime. Mentre raccoglie di nascosto prove compromettenti, Harry viene tramortito da un colpo di pistola.
- Altri interpreti: Sinead Cusack (Anne Ferris), Anthony Steel (Adam Ferris), Ken Hutchison (Mark Jenner), Madge Ryan (signora Apsimon)
- Nota: Il titolo originale si riferisce all'episodio biblico di Dio che parlò a Mosè attraverso il roveto ardente. Nell'edizione italiana il titolo fu tradotto letteralmente, come nel precedente episodio.

## La tigre e la capretta
- Titolo originale: The Tiger and the Goat
- Diretto da: Jeremy Summers
- Scritto da: Trevor Preston

### Trama
Caroline viene attirata con l'inganno in una villa isolata, dove l'attende un uomo molto gentile e sin troppo curioso, che non disdegna di ricorrere a metodi poco ortodossi. L'uomo, identificatosi nel comandante Whiting dell'Intelligence britannica, sconcerta Caroline raccontando una strana favola sulla tigre indiana e la capretta, e asserisce di possedere dei fascicoli compromettenti su ciascuno dei componenti dei "Protectors" (Harry Rule compreso). Costui vuole sapere tutto su David Barsella, con il quale la donna era stata in passato fidanzata e rimasti in buoni rapporti d'amicizia, che da dodici anni non ha rimesso più piede in Inghilterra poiché qualcuno ha intenzione di ucciderlo. La contessa non può rifiutare la proposta che Whiting le fa: deve attirare Barsella nella casa di Harry con un pretesto in modo che il potenziale assassino si sveli. Con lei rimane Paul, che resta al suo fianco per proteggerla, mentre la squadra dei servizi segreti si apposta nelle vicinanze dell'abitazione e appronta un sistema sofisticato per spiare qualsiasi movimento sospetto.
- Altri interpreti: Douglas Wilmer (comandante Whiting), Derek Godfrey (David Barsella), Derek Newark (Reece), Drewe Henley (Clarke), Neville Hughes (Ibbett), Max Faulkner (Jarman), Doug Fisher (Tom Watt)

## La strada n. 27
- Titolo originale: Route 27
- Diretto da: Don Leaver
- Scritto da: Terry Nation

### Trama
L'ispettore Lars Bergen di Copenhagen, nell'intento di stroncare un giro di trafficanti di eroina proveniente da Marsiglia, incarica Harry Rule di pedinare il ricettatore che effettua periodicamente il percorso dalla Francia in Danimarca attraverso la strada n. 27. Durante l'inseguimento, il ricettatore muore e Harry rimane gravemente ferito. Ricoverato in ospedale, viene raggiunto nella stanza dove è degente dai trafficanti che desiderano toglierlo di mezzo poiché lui è l'unica persona a sapere il nascondiglio dove sono nascosti gli stupefacenti. L'ispettore porta Harry all'obitorio per fargli riconoscere il ricettatore deceduto (ritrovato da alcuni addetti di una discarica) e, con la risposta affermativa, propone di far intervenire Caroline (che si trova in teatro a seguire un balletto con un accompagnatore) per tendere una trappola ai destinatari della droga, pronti a tutto pur di entrarne in possesso. Ma durante il viaggio, Harry e Caroline vengono disarmati e tolti di ogni possibilità di comunicazione con la polizia dai loro complici.
- Altri interpreti: Michael Coles (Sandven), Jeremy Wilkin (ispettore Lars Bergen), Virginia Wetherell (l'infermiera), Christopher Masters (il dottore), Carl Bohun (Revell), Dan Meaden (Lendrop), Terry Richards (il detective), Norman Beaton (l'autista), Andrew Burleigh (il fattorino)

## Processo
- Titolo originale: Trial
- Diretto da: Charles Crichton
- Scritto da: Robert Banks Stewart

### Trama
Anne Gordon si rivolge ad Harry, Caroline e Paul poiché suo figlio diciottenne John sta per essere condannato per l'omicidio di un poliziotto che forse non ha commesso. Dopo la richiesta di condanna del procuratore generale, il giudice Cronin ha un malore poco prima di entrare in camera di consiglio per emettere la sentenza e il processo è stato sospeso. Arthur Gordon, marito di Anne e padre di John, proprietario di una ditta di costruzioni, non regge alla tensione, ha un esaurimento nervoso con manie di persecuzione e aggredisce verbalmente il giudice ricoverato in una casa di riposo prima di sparire dalla circolazione. Anne, temendo possa compiere qualche gesto sconsiderato, chiede ai tre di ritrovarlo prima che sia troppo tardi ed Harry, per avvicinarlo, si finge un padre divorziato e depresso con un figlio da mantenere. Però Arthur ha affittato una stanza d'albergo, preparando un ordigno esplosivo a tempo nascosto nel portabagagli dell'auto del giudice, programmato per esplodere il giorno della sentenza, quando Cronin viene accompagnato nel tribunale dagli uomini della scorta.
- Altri interpreti: Joss Ackland (Arthur Gordon), Gwen Cherrell (Anne Gordon), Richard Hurndall (giudice Cronin), John Ringham (il procuratore), Paul Kelly (John Gordon), Margaret John (l'infermiera), Fred McNaughton (il giardiniere), Sally James (la segretaria), Graham Ashley (l'ispettore)

## Shadbolt
- Titolo originale: Shadbolt
- Diretto da: John Hough
- Scritto da: Tony Barwick

### Trama
Un mandante misterioso, che si fa sentire soltanto per telefono, ingaggia Shadbolt, un sicario professionista piuttosto giovane e con una certa esperienza, per uccidere Harry Rule che sta viaggiando su un treno da Edimburgo a Londra. Si ritrovano a pochi scompartimenti di distanza: Harry, seduto da solo, viene periodicamente chiamato per i pranzi nel vagone ristorante, e Shadbolt, ricevuto il compenso, comprendendo che non sarà un'impresa facile, studia un piano considerato perfetto. Ma nello scompartimento del sicario giunge inaspettata Amelia Peamon, una ragazza bionda con gli occhiali che lo distrae; quando Harry se lo trova di fronte con una pistola al silenziatore, riesce a capire qual è il suo punto debole e, gettatosi dal treno in corsa, lo porta in una cava di marmo abbandonata.
- Altri interpreti: Tom Bell (Shadbolt), Georgina Hale (Amelia Peamon), Stanley Stewart (l'ispettore), Neville Barber (il ferroviere)
- Nota. Shadbolt è un cognome britannico di origini neozelandesi, che può significare sia chiavistello (letteralmente) sia ombra implacabile (in una libera traduzione), dalla suddivisione dei termini "Shad" (Ombra) e "Bolt" (Bullone); nell'episodio, infatti, il sicario insegue Harry Rule in qualsiasi luogo senza dargli tregua.

## Una serata per Carrie
- Titolo originale: A Pocketful of Posies
- Diretto da: Cyril Frankel
- Scritto da: Terry Nation

### Trama
Carrie Blaine, famosa cantante e attrice, sta preparando il rientro sulle scene dopo un lungo ritiro a causa di un esaurimento nervoso. Le prove dello spettacolo sono però turbate da una serie di incidenti e, quando è sola in casa, soffre di allucinazioni: sente delle voci intonare la filastrocca per bambini "A Pocketful of Posies", vede il piatto del giradischi girare a vuoto e gli orologi a muro andare all'indietro. Mario Toza, l'impresario, ingaggia Harry e Paul per farla sorvegliare con discrezione, ma scoprono che nessuno è stato testimone degli eventi e ha intenzioni moleste. La sera della prova generale, il vestito di scena di Carrie viene ritrovato a brandelli e la cantante è lì accanto, in lacrime e con in mano un paio di forbici, rimproverata da Sara Trent. Credendola pazza, tutti vorrebbero sospendere lo spettacolo e far ricoverare Carrie, ma Harry e Paul notano che sul fondo della tazzina di caffè ci sono delle tracce sospette.
- Altri interpreti: Eartha Kitt (Carrie Blaine), Kieron Moore (Mario Toza), Terry Cantor (Joe), Kate O'Mara (Sara Trent), Gretchen Franklin (Nelly Baxter), John Law (il dottore del teatro), Michael Lees (lo specialista), Jon Croft (il reporter)

## Il conto è in cifra
- Titolo originale: Wheels
- Diretto da: David Tomblin
- Scritto da: Tony Barwick

### Trama
In una banca svizzera viene trafugata una valigia con alcuni documenti riservatissimi ed Harry, Caroline e Paul sono ingaggiati per un incarico difficile: Harry deve intrufolarsi in una villa ben sorvegliata e dotata di sistema d'allarme, aprire una cassaforte, prelevare e scassinare la valigia mettendone al suo posto un'altra, fotografarne il contenuto, rimetterla al suo posto e, infine, effettuare di nascosto uno scambio di valigie nell'automobile dei due complici del mandante del furto in un'isolata strada di campagna. Per far sì che il piano riesca, i tempi di esecuzione devono essere calcolati al secondo, senza commettere il minimo errore: Paul deve improvvisarsi pilota di rally e Caroline deve provocare un incidente stradale senza coinvolgere alcun testimone.
- Altri interpreti: Dinsdale Landen (Manning), George Pravda (Sneider), Robert Coleby (Anton)

## Passaggio segreto
- Titolo originale: The Insider
- Diretto da: Don Leaver
- Scritto da: Trevor Preston

### Trama
In una sala di montaggio si approntano le copie di un film da distribuire nelle sale che si preannuncia di grande successo, "The Hunter", ma qualcuno tramortisce il sorvegliante e il montatore per trafugare le pizze del film e distruggere in un incendio gli scarti di pellicola non montata. Il regista del film, Chambers, riceve uno strano avvertimento da parte di un uomo che si fa chiamare Smith, che afferma di essere in possesso dell'unica copia esistente del film e in cambio chiede in riscatto un'ingente somma di denaro. Chambers, che aveva riposto nel suo film il viatico per una brillante carriera, si dichiara disposto a pagare ma si rivolge ad Harry, Caroline e Paul per seguire il ricattatore. Il portiere dello stabile non ha visto entrare e uscire nessuno con quel cognome, e non trovando altre tracce Harry tenta il tutto per tutto fingendo di essere un complice di Smith senza rivelarlo a Caroline e Paul per stanarlo nel suo nascondiglio, dal quale si accede mediante un passaggio segreto.
- Altri interpreti: Stuart Wilson (Smith), Tim Pearce (il montatore), Donald Hewlett (Chambers), Alison Griffin (la segretaria), Alf Costa (l'autista), Alf Joint (il tassista)

## Spaccatutto
- Titolo originale: Blockbuster
- Diretto da: Jeremy Summers
- Scritto da: Shane Rimmer

### Trama
A Londra, presso una centrale di plutonio, furgoni carichi del prezioso ma pericoloso metallo, dal valore di svariati milioni di dollari, svaniscono nel nulla, nonostante un cordone di poliziotti blocchi tutte le strade in uscita. I rapinatori, con estrema rapidità ed efficienza, inviano i furgoni e la macchina che lo scorta nei pressi di un capannone isolato, dove li riverniciano e cambiano le targhe. Harry, Caroline e Paul sono chiamati a risolvere il caso coadiuvati dal capo ispettore della polizia britannica; intercettati e seguiti alcuni faccendieri scambiarsi le buste con i proventi dei furti, dopo aver escluso alcuni luoghi scoprono che l'ingombrante refurtiva viene nascosta nello spiazzo di un eccentrico sfasciacarrozze che vive in una roulotte confortevole e lussuosa e che ha l'abitudine di ascoltare sul piatto del giradischi la quinta sinfonia di Beethoven.
- Altri interpreti: Peter Jeffrey (l'ispettore), Stanley Meadows (Birch), Christopher Neame (Bailey), Maurice O'Connell (Slater), Eric Dodson (Doyle), Raymond Skipp (Barney), Ron Pember (l'operaio), Paul Antrim (un poliziotto)